# Destroyers
Destroyers war eine polnische Thrash-Metal-Band aus Bytom, die im Jahr 1985 unter dem Namen Destroyer gegründet wurde und sich ca. 1991 wieder auflöste.

## Geschichte
Die Band wurde im Jahr 1985 unter dem Namen Destroyer gegründet. Nachdem die Band einige Lieder entwickelt hatte, veröffentlichte sie im Jahr 1989 ihr Debütalbum Noc królowej żądzy. Die Band bestand hierauf aus Sänger Marek Łoza, Gitarrist Adam Słomkowski und Schlagzeuger Wojciech Zięba. Vor der Veröffentlichung des Albums in englischer Sprache unter dem Titel A Night of the Lusty Queen, spielte die Band im Jahr 1987 auf dem Metalmania. Außerdem war sie mit vier Liedern auf der gleichnamigen Split-Veröffentlichung zu hören. Im Jahr 1991 folgte das zweite Album The Miseries of Virtue.  Sänger Łoza war darauf das einzig verbliebene Mitglied. Als Bassist war nun Waldemar Szyszko in der Band, während Waldemar Szyszko die E-Gitarre und Tomasz Wiczewski das Schlagzeug spielte. Nach Veröffentlichung des Albums löste sich die Band auf. Im Jahr 2011 wurde das Debütalbum über Metal Mind Productions wiederveröffentlicht.

## Stil
Die Band spielt klassischen Thrash Metal, wobei der hohe Gesang ein wenig an den von King Diamond erinnert. Die Lieder sind teils technisch recht anspruchsvoll und mit anderen polnischen Bands wie Turbo, Wolf Spider und Astharoth vergleichbar. Auf ihrem zweiten Album wurden die Lieder zudem aggressiver.

## Diskografie
- Metal Invasion (Split mit Dragon, Wolf Spider und Stos, 1987, Polton Records)
- Metalmania '87 (Split mit Hammer, 1987, Polton Records)
- Noc królowej żądzy/A Night of the Lusty Queen (Album, 1989, Tonpress Records)
- The Miseries of Virtue (Album, 1991, MUZA Polskie Nagrania)